# ب‌ام‌و ۳۲۷
ب‌ام‌و ۳۲۷ (BMW ۳۲۷) خودرویی است که در سال‌های ۱۹۳۷ تا ۱۹۴۱ در آیزناخ، آلمان، آیزناخ و جمهوری دمکراتیک آلمان تولید شده‌است.
طراحی آن خودروهای موتور جلو-محور عقب بوده طول آن در حالت طبیعی ۴٬۵۰۰ میلیمتر (۱۸۰ اینچ)، عرض آن در حالت طبیعی ۱٬۶۰۰ میلیمتر (۶۳ اینچ)، ارتفاع آن در حالت طبیعی ۱٬۴۳۰ میلیمتر (۵۶ اینچ) و وزن آن در حالت طبیعی ۱٬۱۰۰ کیلوگرم (۲٬۴۰۰ پوند) است.
موتور آن ۱۹۷۱ سی‌سی سیستم جعبه‌دندهٔ آن به صورت دستی است.